# Lesmone angina
Lesmone angina là một loài bướm đêm trong họ Erebidae.